# Sangli
Sangli – miasto w Indiach, w stanie Maharasztra. W 2011 roku liczyło 513 961 mieszkańców.